# Ulvila
Ulvila [ˈulʋilɑ] (schwed. Ulvsby) ist eine Stadt im Westen Finnlands in der Landschaft Satakunta. Die Stadt liegt am Fluss Kokemäenjoki und grenzt südwestlich unmittelbar an Pori an, mit welchem es eine geschlossene Agglomeration bildet. Nach der Eingemeindung der Gemeinde Kullaa Anfang 2005 hat die Stadt heute 12.599 Einwohner (Stand 31. Dezember 2022).

## Geschichte

### Frühgeschichte
Die bewohnten Teile von Ulvila gehören weitgehend zum niedriggelegenen und flachen Tal des Kokemäenjoki, so dass die Landhebung an dieser Stelle eine große Rolle gespielt hat. Aus der Jungsteinzeit gibt es Anzeichen von Bewohnung durch Jäger und Robbenfänger. Die landwirtschaftliche Besiedlung begann in der Bronzezeit, als die fruchtbaren Tiefebenen bebaut wurden. Diese Bewohner haben Haufengräber hinterlassen. Die Besiedlung war zu jener Zeit offenbar fest und bestand aus einzelnen Häusern.
Während der Eisenzeit ging die Besiedlung möglicherweise zurück. Aus den ersten Jahrhunderten unserer Zeitrechnung sind in Ulvila keine Gräber gefunden worden, so dass ein Verschwinden der Bevölkerung für ungefähr ein Jahrtausend nicht ausgeschlossen werden kann. Während dieser Zeit setzte sich die Verlandung der seinerzeit in Ulvila befindlichen Meeresbucht fort, und der Kokemäenjoki brachte tonige Erde in das Gebiet der heutigen Dörfer Friitala und Vanhakylä, die aber offenbar zu viskos zur Verarbeitung mit den damaligen Techniken war. Die nächste bekannte Besiedlung lag damals flussaufwärts in Kokemäki.
Mit der Verbesserung der landwirtschaftlichen Methoden zu Beginn des zweiten Jahrtausends breitete sich die Besiedlung nach Ulvila aus, wo zunächst etwa im 13. Jahrhundert das Dorf Haistila entstand. Irgendwann zwischen dem 12. und 14. Jahrhundert entstand an der Flussmündung eine Handelsstätte, welche die weiter flussaufwärts gelegenen Märkte ersetzte.

### Mittelalter

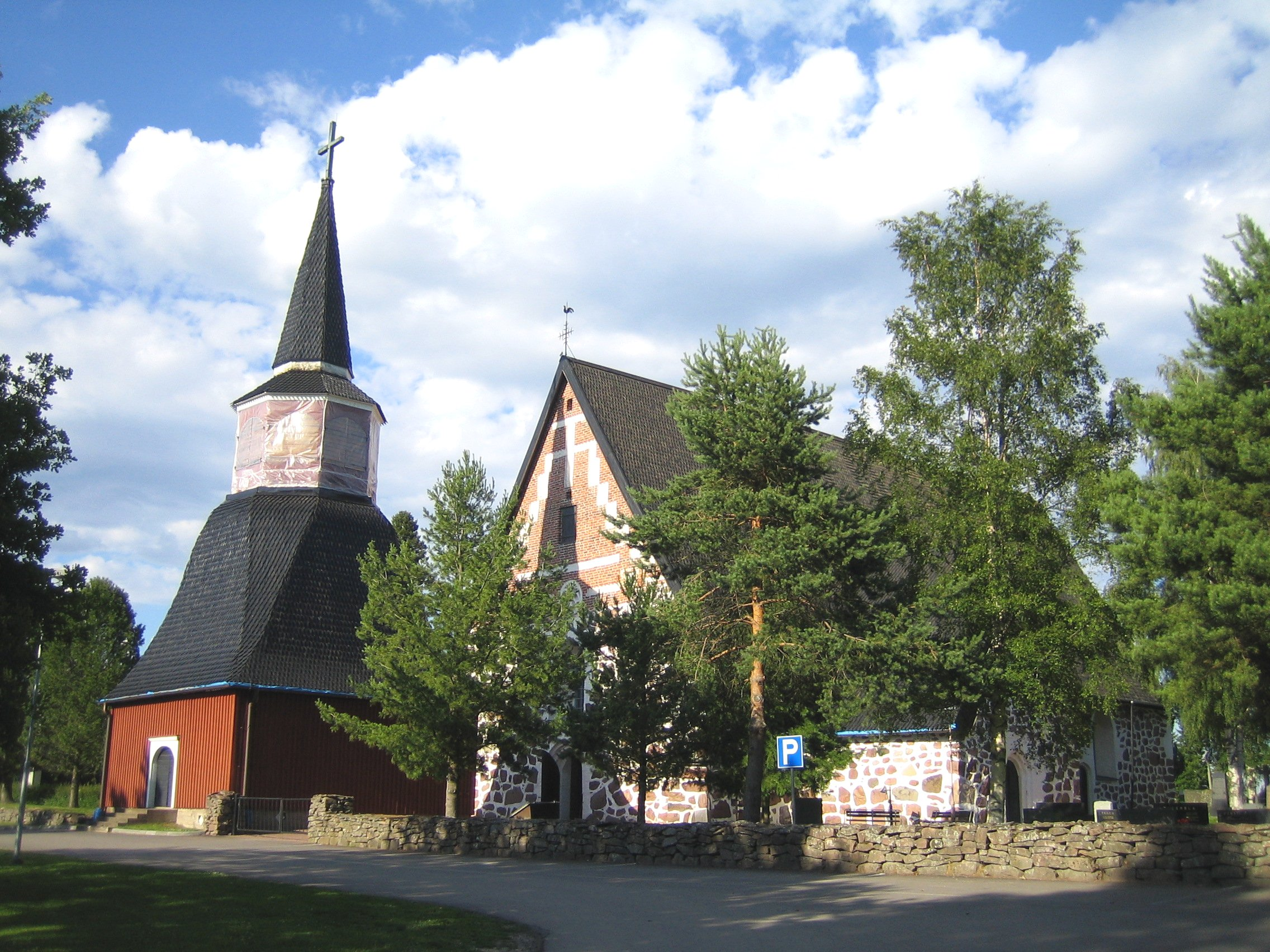
Die Kirche des hl. Olaf ist das einzige erhaltene mittelalterliche Gebäude Ulvilas

Bis zum 16. Jahrhundert waren alle Dörfer des heutigen Ulvilas entstanden. Im 13. Jahrhundert wurde im Gebiet von Liikistö eine Kapelle der Kirchengemeinde Kokemäki errichtet, welche sich später wahrscheinlich zu einem eigenständigen Kirchspiel verselbständigt hat. Später wurde die Kirche an die Stelle der heutigen Kirche im Dorf Ulvila (heute Vanhakylä, also „altes Dorf“) verlegt. Zu diesem Zeitpunkt wurde auch der Name des Kirchspiels geändert.
Während Haistila wohl von Anfang an ein finnischsprachiges Dorf war, entstanden die späteren Dörfer infolge schwedischer Besiedlung. Eine mögliche Mitursache für das Interesse schwedischer Siedler an diesem Teil der Küste war das Eigentumsrecht des Bischofs von Turku an den Fischgründen und Ufern von Liikistö und Anola. Das Gebiet wurde wohl durch schwedische Pachtbauern verwaltet. Bereits im 15. Jahrhundert begannen die Dörfer sich jedoch der finnischen Sprache hinzuwenden, wie aus den zeitgenössischen Namen ersichtlich ist.
Die Stadt Ulvila entstand in der ersten Hälfte des 14. Jahrhunderts an der Stelle des alten Handelsplatzes. Die Bürger von Ulvila wurden bereits 1344 als Städter bezeichnet, die formellen Stadtrechte gewährte der schwedische König Albrecht von Mecklenburg Ulvila jedoch erst am 7. Februar 1365. Die Handelsrechte von Kokemäki waren in den Vierzigerjahren des 14. Jahrhunderts auf Ulvila übergegangen. Der Entwicklung Ulvila stand jedoch im Wege, dass die Stadt nicht das Stapelrecht erhielt, welches Voraussetzung für den Handel mit dem Ausland war. So konnte Handel nur mit Stockholm und Turku betrieben werden. Erst am Ende des 15. Jahrhunderts erhielt Ulvila das freie Segelrecht, dessen Nutzen aufgrund der kriegerischen Unruhen der Zeit aber begrenzt blieb.
Das einzige mittelalterliche Gebäude Ulvilas, die Kirche des Heiligen Olaf, wurde an der jetzigen Stelle im 14. Jahrhundert errichtet. Ob die heutige Kirche diese Ursprungskirche ist, ist unklar, da einerseits dendrochronologische Untersuchungen die Kirche auf die 1480er Jahre datieren, andererseits in den Grundgemäuern Münzen aus dem 14. Jahrhundert gefunden wurden.

### Beginn der Neuzeit
Die Unionskriege hatten die Bewohner Ulvilas bereits schwer getroffen, aber den Todesstoß erhielt die Stadt im Jahr 1550, als König Gustav I. Wasa den Bürgen von Ulvila befahl, in das von ihm neu gegründete Helsinki umzusiedeln. Zwar bekamen die Bürger nach einigen Jahren die Erlaubnis zur Rückkehr, aber die Stadt hat sich von diesem Schlag nicht mehr erholt. Im Jahr 1558 verfügte der Herzog von Finnland und spätere König Johann die Gründung der Stadt Pori sieben Kilometer näher an der Küste an die nunmehr dort befindliche Mündung des Kokemäenjoki.
Im 16. und 17. Jahrhundert stellte Ulvila eine von Gutshöfen geprägte ländliche Gegend dar. Kriege, Hungersnöte und Einzug zum Kriegsdienst führten zur Verwaisung vieler Höfe. Dessen ungeachtet stieg die Einwohnerzahl von 350 im Jahr 1535 auf 600 am Ende des 17. Jahrhunderts. Das Wachstum beschleunigte sich nach Ende des Großen Nordischen Krieges. Wegen unbezahlter Steuern an die Krone gefallene Höfe wurden als Erbhöfe den Gutshöfen hinzugekauft. Diese und die großen Bauernhöfe begannen, an den Rändern ihres Landes Kleinpachthöfe zu gründen, deren Bewohner einen großen Teil des heutigen Ackerlandes erschlossen. Auch die Sumpfwiesen von Lattomeri wurden entwässert, wodurch hunderte Hektar an neuem Ackerland gewonnen wurden. Die Bevölkerung wuchs von 750 im Jahr 1750 auf 3800 im Jahr 1855.

### Industrialisierung und gesellschaftlicher Umbruch
Im 18. Jahrhundert wurde in Leineperi eine Eisenhütte gegründet, die Sumpferz zu Schmiedeeisen veredelte und den für Mörtel erforderlichen Kalk produzierte. Um die Hütte entstand in Leineperi ein Gemeinwesen eigener Prägung.
Der Übergang zur modernen Gesellschaft verbesserte allmählich die Lebensbedingungen des Volkes. In der Landwirtschaft betrieb man ab den 1880er Jahren systematisch Wechselwirtschaft, und es wurden genossenschaftliche Mühlen und Meiereien gegründet. Im Jahr 1892 gründete der 18-jährige Arthur Hellman (* 20. Juli 1874 in Huittinen; † 1937) die Lederfabrik von Friitala, die nach seinem Tod von seinen Söhnen Artturi und Arvi Hellemaa weitergeführt wurde, welche das Dorf Friitila in ein industrielles Gemeinwesen wandelte. Im Jahr 1895 wurde die Eisenbahnlinie von Tampere nach Pori fertiggestellt mit Haltestellen in Friitala und Haistila. Bezeichnend für die zeitgenössischen Transportmethoden ist, dass Haistila als Endstation für Gütertransporte diente, von wo aus die Güter zum Flusstransport zum Hafen auf Kähne geladen wurden. Der Fluss diente auch vom Ende des 19. Jahrhunderts bis in die Sechzigerjahre des 20. Jahrhunderts zur Flößung von Holz.
In der Kommunalreform 1865 wurde die Verwaltung der Kirchengemeinde und der politischen Gemeinde voneinander getrennt. Die erste Gemeindeversammlung wurde 1868 abgehalten. Die Arbeiterschaft und die Kleinpachtbauern kamen hier nicht zu Wort, denn das Stimmrecht beruhte auf Steuerzahlung und Grundbesitz. Ulvila gehörte zu dieser Zeit zu den industrialisiertesten Gebieten Finnlands: fast 30 Prozent der Einwohner arbeitete in der Industrie. Die Arbeiterbewegung erhielt in Ulvila dementsprechend von Anfang an eine starke Stellung.
Die erste Wanderschule wurde in Ulvila 1855 gegründet, die erste Volksschule aber erst 1880. Der Propst Stenbäck hatte schon 1865 eine Leihbücherei gegründet. Auch die anderen Neuerungen der Zeit fanden in Ulvila ihren Einzug: Im Jahr 1898 wurde die Freiwillige Feuerwehr Kaasmarkku und im Jahr 1906 in Ulvila ein Jugendverein gegründet. Offenbar wegen der Stärke der Arbeiterbewegung blieb die Aktivität des Jugendvereines aber bis zum Bürgerkrieg gering.

### Sozialismus und Bürgerkrieg
In den Parlamentswahlen 1916 erhielt die Sozialdemokratische Partei eine Rekordunterstützung von 77 Prozent der Stimmen. Im finnischen Bürgerkrieg 1918 war Ulvila damit eine Hochburg der „Roten“. Auf deren Seite kämpften 1500–2500 Einwohner Ulvilas, während etwa 40 Männer auf Seite der „Weißen“ aktiv am Krieg teilnahmen. Die Front zwischen dem roten und dem weißen Finnland verlief unmittelbar nördlich von Ulvila. Zu größeren Kämpfen kam es aber in dieser Gegend nicht, insbesondere bedingt durch die unzureichenden Verkehrsverbindungen, die größere Truppenbewegungen nicht erlaubten. Im Zusammenhang mit dem Bürgerkrieg verloren 312 Einwohner von Ulvila und 99 Einwohner der damals unabhängigen Gemeinde Kullaa ihr Leben, der Löwenanteil davon in den Gefangenenlagern nach Ende des Krieges.
Nach dem Bürgerkrieg wurden die Kleinpachtbauern durch Gesetz befreit, was die Entstehung etwa 160 neuer Höfe zur Folge hatte. Die Veränderung der Gewerbestruktur setzte sich bei fortschreitender Industrialisierung fort. Während des Zweiten Weltkrieges wurden die Dörfer Toejoki, Koivisto, Ruosniemi und Kartano an die Stadt Pori abgetreten, was zu einer Verringerung des industriellen Anteils an der Struktur Ulvilas führte. Die linken Parteien blieben jedoch stark, und die Sozialdemokraten erzielten ebenso wie die Deckorganisationen der Kommunisten gute Ergebnisse in den verschiedenen Kommunalwahlen. Ulvila wählt bis heute mehrheitlich linksgerichtete Parteien.

### Nachkriegszeit
Nach dem Zweiten Weltkrieg wurden in Ulvila etwa 1600 Flüchtlinge hauptsächlich aus dem Kirchspiel Hiitola im an die Sowjetunion abgetretenen Teil Kareliens angesiedelt, die im heutigen Ulvila einen spürbaren kulturellen Einfluss ausüben. Das Bevölkerungswachstum hielt an, und in den 1960er Jahren begann die Stadt mit einer aktiven Bodenpolitik, in deren Rahmen sie jährlich durchschnittlich rund fünfzig Eigenheimgrundstücke verkauft hat. So sind die Eigenheimgebiete von Krapisto, Mynsteri, Rantala, Suurpää, Nummela, Loukkura, Naapuri und Mukulamäki entstanden. In Vanhakylä und Friitala wurden verstärkt mehrstöckige Häuser gebaut.
Die Gesellschaftsstruktur Ulvilas hat sich in Richtung Dienstleistungsgesellschaft gewandelt. Der Betrieb der Lederfabrik von Friitala ist von 1500 Arbeitnehmern auf einige Zehn geschrumpft. Er wurde ersetzt durch die Hochtechnologieunternehmen Cimcorp Oy, Neorem Magnets sowie durch die Kupferfabrik von Boliden und OMG an der Stadtgrenze zu Pori.
Die Bestrebungen zur Durchführung von Gemeindestrukturreformen haben auch auf Ulvila Auswirkungen gehabt. Das früher von Ulvila als eigenständige Gemeinde abgespaltene Kullaa ist 2005 in den Gemeindeverband mit Ulvila zurückgekehrt. Seit 2000 bezeichnet sich Ulvila wieder als Stadt. In den letzten Jahren ist ein leichter Rückgang der Einwohnerzahlen zu verzeichnen, insbesondere infolge von Fortzug junger Menschen zum Arbeiten oder Studieren.

## Dörfer
Die Definitionen der Dörfer in Ulvila sind nicht eindeutig, aber im Allgemeinen werden folgende Siedlungen als Dörfer Ulvilas gezählt:
- Friitala, das Bebauungszentrum von Ulvila
- Haistila, ein landwirtschaftliches Gebiet am Ufer des Kokemäenjoki südlich von Friitala
- Harjunpää, ein von industrieller Arbeiterschaft und Landwirtschaft geprägtes Dorf mit 1500 Einwohnern
- Kaasmarkku
- Lattomeri, an Pori grenzendes landwirtschaftliches Gebiet
- Rantala, Eigenheimgebiet mit rund 500 Einwohnern
- Ravaninkylä, ein landwirtschaftliches Gebiet am Ufer des Kokemäenjoki südlich von Vanhakylä
- Suosmeri, kleineres Dorf zwischen Harjunpää und Vanhakylä
- Vanhakylä, das historische Zentrum Ulvilas, in welchem sich die Kirche, das Feuerwehrhaus, das Gesundheitszentrum und das Gemeindehaus befinden

Auf dem Gebiet von Kullaa befinden sich folgende Dörfer:
- Ahmauksenkylä
- Järventausta
- Kangas, das Kirchdorf
- Koski, das alte Verwaltungszentrum von Kullaa, in welchem sich das Gesundheitshaus befindet
- Leineperi, das historische Eisenhüttengebiet
- Levanpelto
- Palus
- Saarijärvi

## Städtepartnerschaften
- Ljusdal, Schweden
- Suure-Jaani, Estland

## Söhne und Töchter Ulvilas
- Aarne Blick (1894–1964), Offizier
- Simo Frangén, Moderator
- Kaarlo Kangasniemi (* 1941), Olympiasieger im Gewichtheben
- Sylvi Salonen, Schauspieler